# Полом-Дужи
Полом-Дужи (пол. Połom Duży) — село в Польщі, у гміні Новий Вісьнич Бохенського повіту Малопольського воєводства.
Населення — 574 особи (2011).
У 1975-1998 роках село належало до Тарновського воєводства.

## Демографія
Демографічна структура станом на 31 березня 2011 року:
|          | Загалом | Допрацездатний вік | Працездатний вік | Постпрацездатний вік |
| -------- | ------- | ------------------ | ---------------- | -------------------- |
| Чоловіки | 277     | 80                 | 167              | 30                   |
| Жінки    | 297     | 61                 | 170              | 66                   |
| Разом    | 574     | 141                | 337              | 96                   |